# Кочапар
Кочапар (*', д/н — після 1103) — жупан (князь) Дуклі в 1102—1103 роках.

## Життєпис
Походив з династії Воїславовичів. Син князя Браніслава, онука короля Михайла I. Про його дату народження немає відомостей. Після загибелі батька під час повстання у 1181-1183 роках проти короля Костянтина Бодіна, Кочапар втік до князівства Рашка.
У 1102 році за підтримки великого жупана Вукана I рушив проти короля Доброслава II. Останнього було переможено в битві біля Морача, в результаті чого Кочапар захопив владу в Дуклі. Разом з тим він вимушений був визнати зверхність Вукана. Водночас відмовився від католицтва. Це призвело до позбавлення Кочапара королівської гідності.
Панування Кочапара тривало недовго. Намагання останнього відновити колишню потугу Дуклі призвело до конфлікту з Рашкою. У війні 1103 року Кочапар зазнав поразки, вимушений був тікати до Боснії. Згодом перебрався до князівства Захумл'є, де й помер. Новим князем Дуклі став його брат Володимир.